# 征伐
征伐（せいばつ、conquest または subjugation）とは、反乱を起こした勢力を鎮圧したり、反社会的な犯罪集団・賊などを、武力で処罰（懲罰）したりすることをいう。
実際にはプロパガンダ（政治宣伝）として、公権力を背景とし、政治的に敵対する勢力に対して武力行使（攻撃・侵攻・侵略）をしかけるときに使われることが多い。対象は敵国や異民族の場合もある。「征服」に比べて「政敵・及び政府の敵を懲らしめる」という意味合いが強い。
「征討」（せいとう）・「討伐」（とうばつ）も征伐とほぼ同義語であり、罪ある者や手向かう者を攻め討つ意味で使われ、歴史用語としては上位者・正当な国家権力が反逆した下位者・罪人を攻め討つという意味で使われる。反対語的に使用される用語に「反乱」（はんらん）があり、政府周辺や政権をめぐる軍事反乱などに使われる。
「征伐」・「征討」・「討伐」と呼ばれている事件の一部に対しては、差別用語と見なす立場をとる識者もいる。それに対し、当時の意識は、そのような後世における政策的意識とは相違があるので、歴史学上の見地とは峻別されるべきという批判がある 。最近は使用例が減り、征伐に代えて「平定」（へいてい）を用いる用語例が増えている。
また、東洋においては征伐には道徳的意味が込められており、伝統的に反乱を起こした諸侯を天子が討ち平らげることとされる。『論語』季氏篇には「礼楽・征伐は天子より出ず」として皇帝の特権と記述する。

## 日本
上泉信綱伝の『訓閲集』（大江家兵法書を戦国風に改めた兵書）巻6「士鑑・軍役」内の「陣言」の説明では、院宣を受けた征夷将軍の出陣を「征伐」といい、鎮守将軍の出陣は「進発（しんぱつ）」といい、将軍が自らの出陣を「発向」といい、同位の人の退治を「追討」と分類する（諸侯の出陣は「出馬」という、とも記す）。
いずれも反乱者が指定され、降参するまで追い詰め攻撃する命令が下された。追捕を除き、最後まで降参しない場合には討ち取る命令が下された。

### 「征伐」「征討」の例
（別称がある場合は、矢印の右側に示す）
- 3世紀：三韓征伐
- 古代～14世紀：蝦夷征伐 → 蝦夷征討。代々の朝廷が征伐をしている。
- 奥州征伐 → 
  - 1189年：奥州合戦（鎌倉幕府が奥州藤原氏を征服）
  - 1590年：奥州仕置（豊臣秀吉により小田原征伐後に行われた）
- 東夷征伐 → 
  - 古代におけるヤマトタケルや坂上田村麻呂の東征。
  - 1333年：鎌倉幕府倒幕（当時は「鎌倉幕府」という言葉がなかった）
- 関東征伐 →

古代のヤマトタケルの東征、鎌倉時代後期から南北朝における後醍醐天皇による号令。室町時代の将軍足利義教と鎌倉公方足利持氏の対立からの永享の乱。1560年-1569年の小田原城の戦いを端緒とする上杉謙信の関東平定を目的とした遠征群。豊臣秀吉による小田原征伐（小田原合戦）。逸話として江戸時代の萩藩毛利家の新年儀礼の挨拶。
- 1577年：紀州征伐 → 紀州攻め、信長の紀州征伐と秀吉の紀州征伐がある。
- 1582年：甲州征伐 → 武田征伐。武田攻め。
- 1585年：四国征伐 → 四国攻め。四国の役。
- 1585年：越中征伐 → 富山の役。佐々成政征伐。北国御動座。
- 1585年：上田征伐 → 上田合戦。真田征伐。上田城の戦い。上田城攻防戦。第一次と第二次（1600年）がある。
- 1587年：九州征伐 → 島津征伐。九州の役[9]、九州攻め。九州平定。
- 1590年：小田原征伐 → 北条征伐。小田原合戦。小田原攻め。小田原の役。関東平定。関東征伐。
- 1591-98年：朝鮮征伐 → 文禄・慶長の役。朝鮮出兵。秀吉の朝鮮侵略。
- 1600年：会津征伐 → 上杉征伐。会津攻め。
- 1609年：琉球征伐 → 薩摩の琉球侵攻。琉球の役。征縄の役。
- 1864年：長州征伐（長州征討） → 長州戦争。幕長戦争。征長の役。長州の役。

### 追捕・追討の例
- 平忠常の乱に際し、朝廷は平直方らを追捕使に任じた。
- 平将門の乱に際し、藤原忠文を征東大将軍に任じた。また平将門の追討を誰にも許し褒美を与える布告を行なった。
- 治承・寿永の乱に際し、安田義定を追討使に任じた（1183年）。

### その他
- 1500年：オヤケアカハチの乱。別名の方が「赤蜂征伐」であり、琉球正史『中山世譜』『球陽』に記される。琉球王国が八重山のオヤケアカハチに対し、行使した。